# Fleischmannia
Fleischmannia là một chi thực vật có hoa trong họ Cúc (Asteraceae).

## Loài
Chi Fleischmannia gồm các loài: